# Seriem

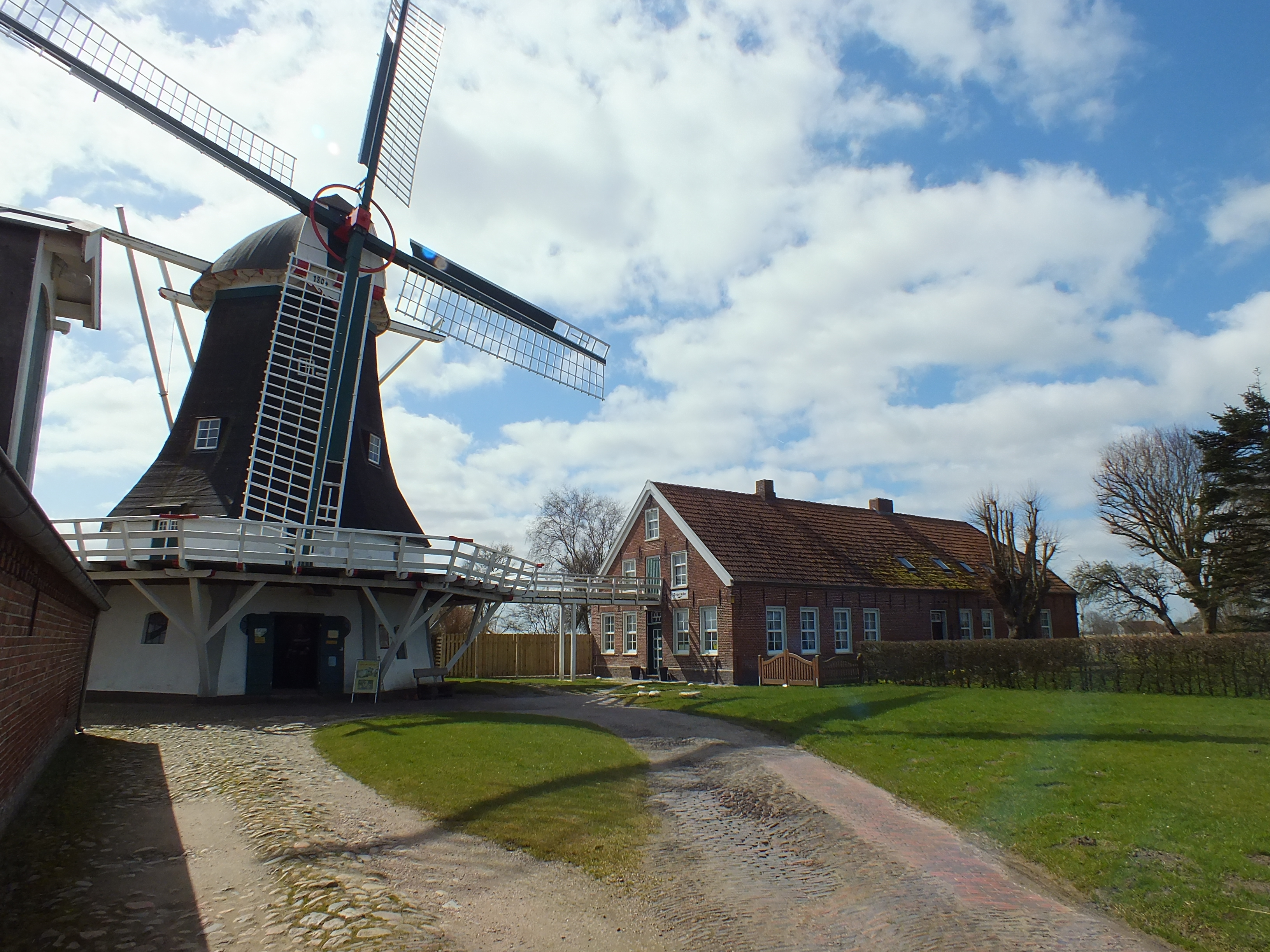
Windmühle De Goede Verwagting

Seriem ist seit 1968 Teil der Gemeinde Neuharlingersiel in der Samtgemeinde Esens. Der Ortsteil liegt etwa 13 Kilometer nordnordwestlich von Wittmund auf Höhen zwischen 0,5 und 1,5 m ü. NN. Einen historischen Ort namens Seriem gibt es nicht. Der Name bezeichnet vielmehr ein Gebiet. Es zeichnet sich durch viele kleine Orte aus, die aus Häuser- oder Hofgruppen aber auch einzelnen Gebäuden bestehen und meistens auf Warfen errichtet wurden. Erstmals wird das Gebiet 1491 als in deme Seryme urkundlich genannt. Der Name wurde von Serima abgeleitet, das eine Zusammensetzung der altfriesischen Begriffes sē für See, Meer und rima für Rand. Seriem bedeutet demnach abgeleitet an der Küste gelegen.
Sehenswert ist die 1804 erbaute Galerieholländerwindmühle De Goede Verwagting.